# Chōrio
Chōrio (in greco Χωριό?) è un villaggio greco sull'isola di Fanò (Othoni) ed è il punto più occidentale della Grecia.
Fu il primo insediamento e la capitale non ufficiale dell'isola. Nella cima della collina di Chōrio è la chiesa ortodossa di San Giorgio (costruita nel 1864). Chōrio si trova a circa 7 chilometri dal porto dell'isola, Ammos ea circa 2 chilometri a piedi da Imerovigli, il picco più alto dell'isola. 

## Designazione
L'insediamento era chiamato "Chorio" (it: villaggio) perché era un'area densamente popolata all'epoca. All'inizio della sua esistenza non esistevano altri insediamenti sull'isola. Questo nome continua fino ad oggi.
Il demonim dei locals è  Chorianos  - plurale:  Choriani . Tutti hanno lo stesso cognome Katechis poiché sono parenti.

## Storia
I primi coloni di Othoni provenivano da Paxos e Epirus nel 16 ° secolo e decisero di costruire le loro case a questo punto dell'isola a causa della protezione offerta dagli attacchi di pirata, essendo l'unico posto Di vista dal mare.
Il lavoro principale degli abitanti del villaggio era la produzione di olio e olio, poiché alcuni di loro avevano presse di olio private accanto alle loro case. Molti della popolazione maschile di Chorio erano marinai (capitani, ingegneri, ecc.).

## Attrazioni visitatori

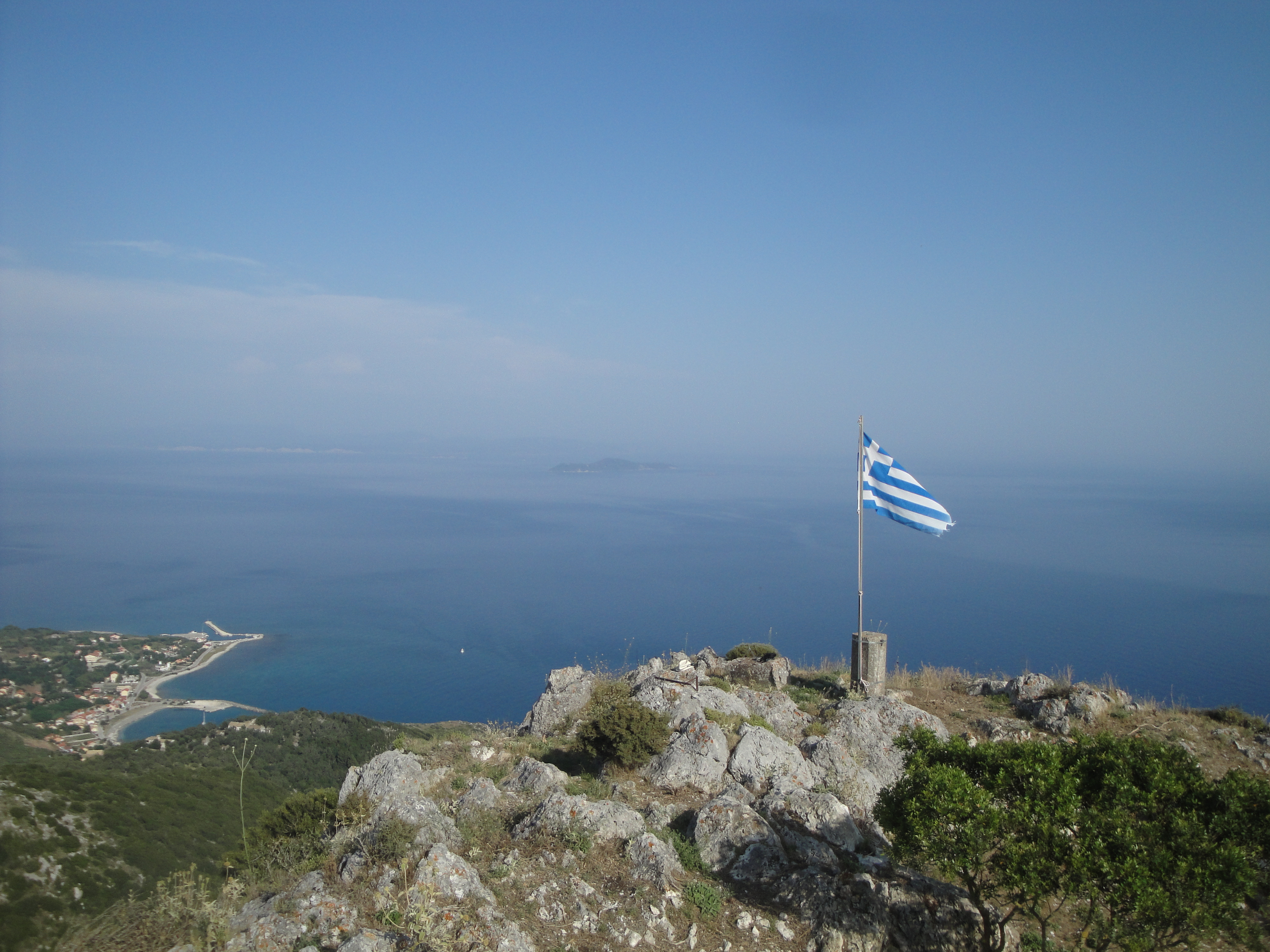
Nella parte superiore di Othoni, Imerovigli

Le case di Chorio sono tradizionalmente fatte con muri in pietra e tetti in ceramica e hanno molte somiglianze con l'architettura tradizionale di Corfiat, anche se non condividono lo stile veneziano. Piuttosto tendono ad avere rapporti con il tipo architettonico tradizionale dell'Epiro. Ognuno di loro è vicino l'uno come tutti i proprietari sono parenti.
La chiesa ortodossa di San Giorgio è stata costruita nel 18 ° secolo al picco più alto della collina di Chorio, dove tutti possono godere della vista delle altre parti dell'isola, Corfù, Ereikoussa, Mathraki E il mare ionico.
Molti visitatori e gente del posto visitano il picco più alto di Othoni, Imerovigli (392 m.height) che si trova a circa 2 km a piedi dall'insediamento. Il suo percorso è riaperto da iniziative private di "Choriani" e di altri locali.
Un altro ottimo posto è "Iliovasilema" (tramonto) che dista circa 200 m da Chorio con una splendida vista sul mare Adriatico.